# 경인 아라뱃길
경인 아라뱃길(京仁아라뱃길) 또는 경인운하는 한강 하류의 행주대교에서 인천광역시 서구 오류동과 시천동을 연결하는 운하이다.
사업 구간은 길이 18km, 폭 80m의 대수로로 구성되어 있으며, 2009년 1월부터 2011년 10월까지 2조 2,500억여 원을 들여 완공하고 2012년 5월 25일 개통식을 열었다.
뱃길 따라 산책로가 조성되어 있는데, 자전거도로는 한강 자전거길과 연결된다. 주요 지형지물로는 계양산 협곡의 지형을 이용하여 만든 아라폭포와 바닥이 유리도 된 원형전망대 아라마루가 있다.

## 역사

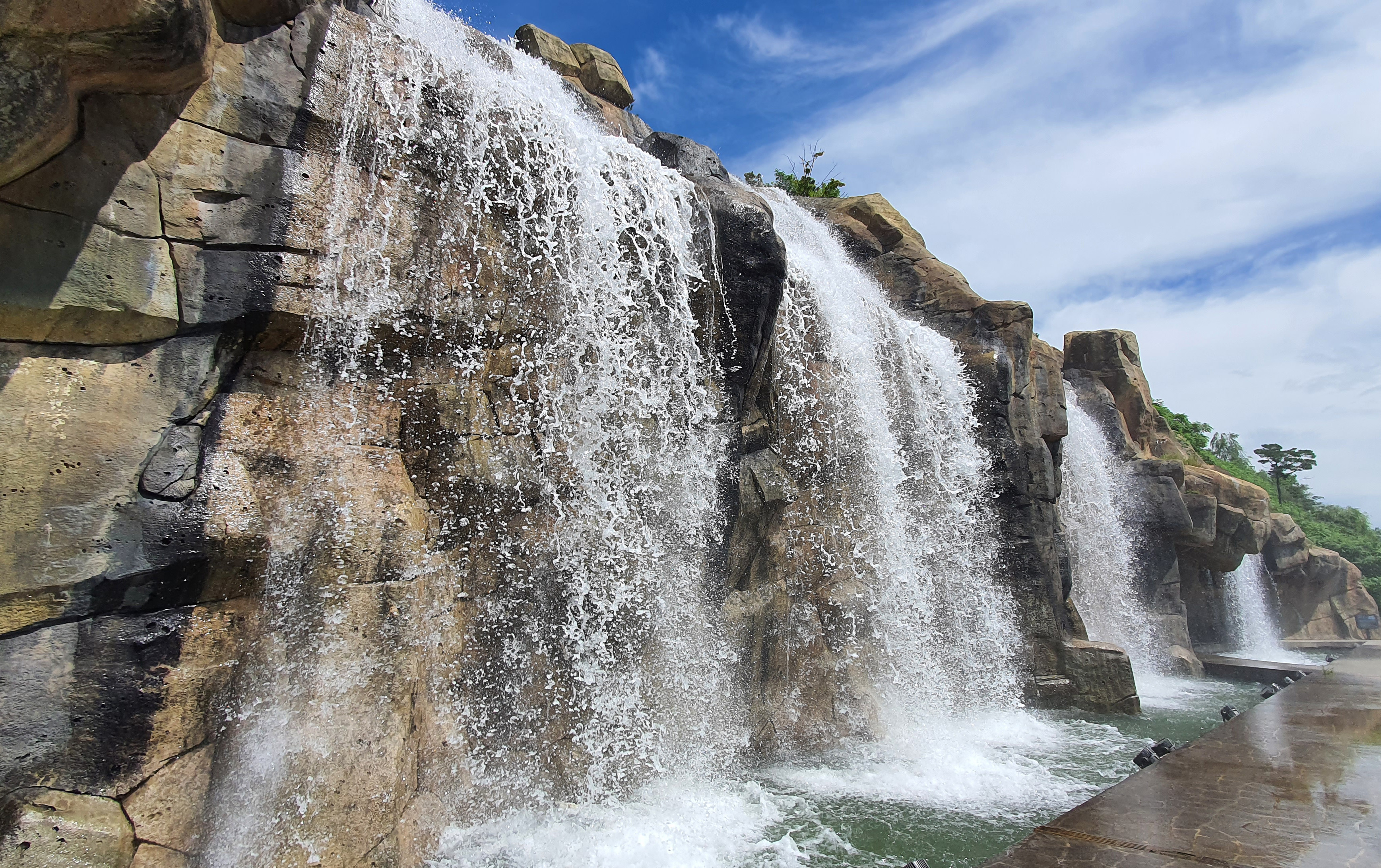
아라폭포

서울과 인천을 잇는 운하는 고려 고종 때 최충헌의 아들 최이가 건설하려고 했으나 실패하였고, 그 이후 조선 중종 때 김안로가 다시 건설하려고 했으나 한남정맥 사업구간에 암반석산 구간이 발견되어 운하건설에 실패하였다.
근대에 들어 홍수 피해가 잦은 굴포천 일대의 물을 서해로 빠져 나가게 하기 위한 방수로를 만들겠다는 여론이 조성되었고, 이는 1987년 7월 굴포천에 대홍수가 발생하면서 논의가 본격화되었다. 급기야 제13대 대통령 후보 노태우는 대선에서 경인운하 건설을 공약으로 제시하기에 이른다.
노태우 정부의 성립으로 1991년에 굴포천 방수로 사업의 기본계획이 수립되었고 1995년에 경인 운하 건설로 변경되어 민간투자대상사업으로 지정되었다. 이후 노무현 정부에 들어서 타당성 부족과 환경 파괴 논란 등을 이유로 사업 재검토 결정이 내려졌으나, 이명박 정부가 사업을 한국수자원공사가 진행하는 공공사업으로 전환해 경인운하를 완공시켰다.

### 연혁
- 1213~1259년경 : 고종 때 최이가 굴포운하를 착공하였으나 실패
- 1506~1544년경 : 중종 때 김안로가 재차 시행하였으나 실패
- 1987년 7월 : 굴포천 대홍수 발생
- 1987년 : 노태우 대통령 후보, 대선공약으로 '경인운하 건설' 제시
- 1988년 : 노태우 정부, 굴포천종합치수대책 수립
- 1991년 : 건설부, 굴포천종합치수사업 기본 계획
- 1992년 12월 : 굴포천치수사업 착공 (방수로 착공)
- 1995년 3월 : 김영삼 정부, 경인운하를 민간유치대상산업으로 지정[4]
- 1999년 9월 : 현대건설 등 8개 민간기업과 정부의 출자로 ㈜경인운하가 시공사로 설립
- 2001년 8월 20일 : 경인운하 굴포천 임시방수로 사업 착공
- 2003년 1월 : 노무현 정부 대통령직 인수위원회, 정부에 사업 중단 요구
- 2003년 : 감사원, "경인운하 사업 경제성 과장됐다"고 발표. 참고로, 비용수익비율(B/C)은 0.92 ~ 1.28.
- 2003년 : 정부, 경인운하 사업 재검토 결정
- 2004년 7월 : 경인운하 사업 공식 중단[2]
- 2006년 : 네덜란드 운하 전문업체인 DHV사에 타당성 검토를 의뢰, 경제성이 충분하다는 결과를 얻음
- 2007년 7월 2일 : 당시 여당인 열린우리당, 경인운하 건설 사업의 타당성을 인정하며 사업 지원 의사를 밝힘[5]
- 2009년 1월 5일 : 이명박 정부, 경인운하 재추진 계획 발표
- 2009년 5월 1일 : 경인 아라뱃길로 명칭 변경[6]
- 2011년 1월 7일 : 국가하천 아라천으로 지정[7]
- 2011년 10월 29일 : 여객터미널 개장 및 시범운항 시작[8]
- 2012년 5월 25일 : 경인 아라뱃길 공식 개통, 개통식[9]

## 논란

### 사업 타당성 논란
B/C가 1 이상이어야 수익성이 있는데, 2003년에 감사원의 감사 결과에서는 B/C가 1에 미치지 못한다는 결론이 나왔다. 또한 기획재정부 내부 보고서를 토대로 한 보도에서도 B/C가 1에 미치지 못할 것이라고 지적하였다.
또한 선박조종시뮬레이션 용역에서 운항에 위험성이 있어 북측 만곡부의 폭을 180m 이상 확장하는 등의 안전대책이 필요하다는 결과가 나왔다.

### 환경 오염 논란
경인 아라뱃길은 2000년 국회의원 선거 당시 집권당이던 민주당의 국정 100대 공약 중 하나로 "경인 아라뱃길 조기 건설계획"을 발표하자 환경단체들의 주장에 따르면, 환경오염을 유발할 뿐 아니라 경제적 실효성이 전혀 없다"고 반대입장을 밝힌 바 있다. 환경단체들은 강화도와 운하 예정지를 흐르는 염하수로의 생태환경이 한강 본류와 쓰레기 매립지 오염물질 유입에 의한 부영양화로 열악해지고, 홍수가 일어나면 운하퇴적물이 일시에 바다로 유입돼 어장이 황폐화할 수 있다고 지적했다.

### 매립지 요구 논란
2000년에 건설교통부(현 국토교통부)와 ㈜경인운하가 환경부에 수도권 쓰레기 매립 예정지 가운데 모두 100만 평을 양도해 줄 것을 요청하였다.
2010년에 117만 m2의 땅이 수용되었는데 이에 대한 1,500억 원의 보상금을 두고 서울특별시와 인천광역시가 갈등을 빚고 있다.

## 같이 보기
- 굴포천
- 한반도 대운하
- 아라빛섬
- 서해갑문 (인천): 아라뱃길의 갑문
- 정서진
- 정서진로
- 세어도
- 아라로
- 아라육로